# Victor Tesch

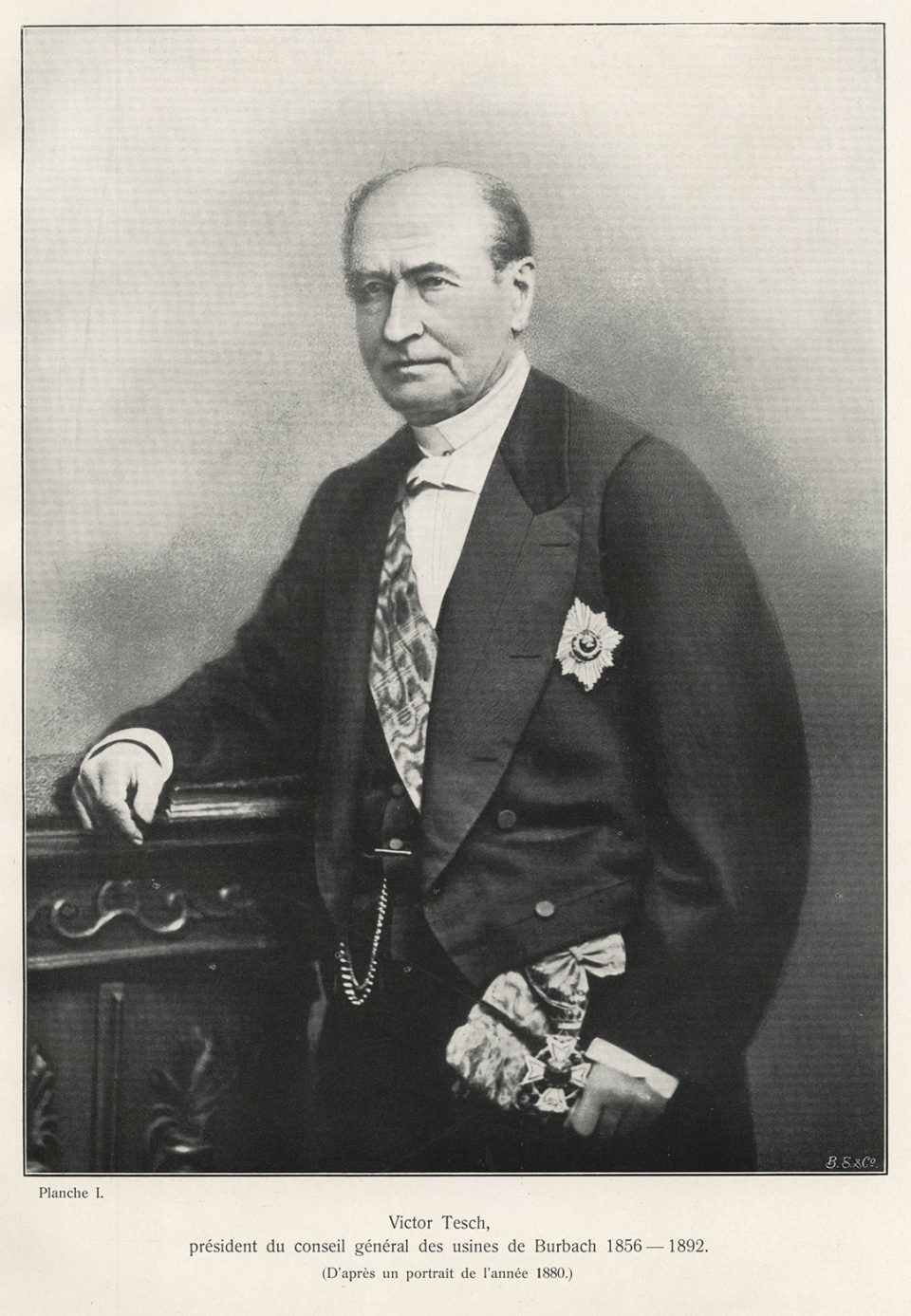
Victor Tesch (1880)

Victor Jean-Baptiste Tesch (* 10. März 1812 in Messancy; † 16. Juni 1892 ebenda) war ein luxemburgisch-belgischer Politiker, Verleger und Direktor der Burbacher Hütte.

## Leben
Victor Tesch wurde 1812 als Sohn des Notars Jean-Frédéric Tesch (1774–1844) und dessen Ehefrau Marie-Cécile Nothomb (1780–1869) geboren. Er studierte Rechtswissenschaft in Lüttich und promovierte 1832 zum Dr. jur. Ab 1834 arbeitete er als Anwalt. Sein politisches Engagement begann er als Mitglied im Stadtrat von Arlon für die belgische Liberale Partei. Tesch setzte sich gegen eine Separation der Großherzogtums Luxemburg von der gleichnamigen belgischen Provinz ein. 1839 wurde er belgischer Staatsbürger. 1848 bis 1892 war er Abgeordneter für den Wahlbezirk Arlon im belgischen Parlament. In seiner Zeit als Abgeordneter setzte er sich für die Verschönerung von Brüssel und den Bau der Königlichen Kirche von Laeken ein. Außerdem war er ständiges Mitglied der Provinz Luxemburg. Von 1850 bis 1852 und von 1857 bis 1865 war Tesch Justizminister von Belgien. 1865 wurde Tesch zum Staatsminister ernannt.
1866 erbaute Victor Tesch ein kleines Landschloss in seiner Heimatstadt Messancy. Bis in die 1920er-Jahre diente das Schloss der Familie als Wohnsitz.
Am 22. Juni 1856 gründete Tesch mit Nikolaus Berger, Emmanuel Servais und Charles Metz die Saarbrücker Eisenhüttengesellschaft („Société en participation des Forges de Sarrebruck“) und begann mit der Errichtung einer Hochofenanlage sowie eines Puddelwerkes mit 20 Puddel- und sechs Schweißöfen in Burbach. Am 16. September 1856 wurde er Präsident des Verwaltungsrates der Eisenhüttengesellschaft. Außerdem war Tesch Verleger der liberalen Zeitung „Echo du Luxembourg“.
Tesch war mit seiner Cousine Marie Caroline Hélène Amélie Nothomb (1816–1869) verheiratet. Das Paar hatte sieben Kinder.

## Ehrungen
- Vicor-Tesch-Allee in Saarbrücken
- Rue Victor Tesch in Dudelange
- Avenue Victor Tesch, Arlon